# Glattschnecken
Die Glattschnecken (Cochlicopa), auch Achatschnecken genannt, sind die derzeit einzige Gattung der Familie Cochlicopidae aus der Unterordnung der Landlungenschnecken (Stylommatophora). Es handelt sich um meist kleine oder sehr kleine Formen, die holarktisch verbreitet sind.

## Merkmale
Die rechtsgewundenen Gehäuse sind meist klein und bauchig-konisch. Sie messen etwa 5,5 bis 7,5 Millimeter in der Höhe und 2,1 bis 2,8 Millimeter in der Breite. Sie haben bis etwa 7 Windungen. Die Spindel ist unten abgeflacht oder gerundet. Die Oberfläche ist bräunlich, manchmal auch mit einem leichten rötlichen oder auch grünlichen Ton und glatt-glänzend. In die Mündung können Vorsprünge („Zähne“) oder Verdickungen („Calli“) hineinragen. Die Gehäuse haben keine Nabellücke. Die Prostata ist bandartig, der Epiphallus ohne akzessorische Organe. Die innere Oberfläche des Penis weist keine besonderen inneren Strukturen auf. Ein Appendix am Penis kann vorhanden sein oder auch fehlen. Der Stiel der Spermathek ist relativ kurz und schlank; das Divertikel am Stiel ist, wenn überhaupt vorhanden, relativ kurz.

## Geographische Verbreitung und Lebensweise
Die Gattung bzw. Familie war ursprünglich in Europa, Nordamerika und Nordasien (holarktisch) verbreitet. Inzwischen sind einige Arten anthropogen fast weltweit verschleppt worden. Sie leben in feuchten Wäldern in Moosen und unter Laub, in Talauen und kalkreichen Sümpfen, aber auch an trockeneren Stellen (z. B. Hangrasen). Die Tiere legen, soweit bekannt, nur wenige große, weichschalige Eier ab, die mit Erde umhüllt werden. Die Jungtiere schlüpfen nach etwa 14 Tagen.

## Taxonomie
Das Taxon Cochlicopa wurde 1821 von André Étienne d’Audebert de Férussac aufgestellt. Carl Agardh Westerlund bestimmte 1902 Helix lubrica Müller, 1774 zur Typusart. Das Taxon Cochlicopidae wurde 1900 von Henry Augustus Pilsbry vorgeschlagen.
Die Familie der Glattschnecken wird in der Literatur meist als Cochlicopidae bezeichnet. Theoretische Priorität besitzt aber der ältere Name Cionellidae Kobelt, 1878, der auf dem jüngeren Synonym von Cochlicopa, Cionella Jeffreys, 1829 beruht. Allerdings ist dieser Name selten benutzt worden und daher wohl als vergessener Name (nomen oblitum) zu werten. Die Cochlicopidae sind derzeit eine von drei Familien der Überfamilie Cochlicopoidea. Zu dieser Überfamilie werden derzeit neben der Nominatfamilie (Cochlicopidae) auch die Familien Amastridae und Azecidae gerechnet. Bouchet & Rocroi (2005) unterteilen die Cochlicopoidea nur in zwei Familien, Cochlicopidae und Amastridae. Die Familie Cochlicopidae wird von Bouchet & Rocroi (2005) in zwei Unterfamilien, Cochlicopinae Pilsbry, 1900 und Azecinae Watson, 1920 unterteilt. Andere Autoren listen die Typusgattung Azeca unter den Cochlicopidae, d. h. betrachten Azecidae/Azecinae als Synonym von Cochlicopidae/Cochlicopinae (cf. Schileyko, 1998).
Nach Madeira et al. (2010) sind die Azecidae gar nicht näher mit den Cochlicopidae verwandt, d. h. das Taxon ist in jedem Fall eine eigenständige Familie, und wohl nicht einmal zu den Cochlicopoidea zu stellen. Derzeit enthalten die Cochlicopidae nur eine Gattung, die in zwei Untergattungen unterteilt wird.
- Familie Glattschnecken (Cochlicopidae Pilsbry, 1900, Syn.: Cionellidae L. Pfeiffer, 1879)
  - Gattung Cochlicopa Reinhardt, 1883
    - Cochlicopa (Cochlicopa) Reinhardt, 1883
      - Glänzende Glattschnecke (Cochlicopa nitens (M. von Gallenstein, 1848))
      - Gemeine Glattschnecke (Cochlicopa lubrica (O. F. Müller, 1774))
      - Mittlere Glattschnecke (Cochlicopa repentina (Hudec, 1960))
      - Kleine Glattschnecke (Cochlicopa lubricella (Porro, 1838))
      - Cochlicopa maacki Starobogatov 1996
      - Cochlicopa mukhitdinovi Starobogatov 1996
      - Cochlicopa niiensis Starobogatov 1996
      - Cochlicopa pilsbryi Starobogatov 1996
      - Cochlicopa shikotanica Starobogatov 1996

    - Cochlicopa (Sinizua) Starobogatov, 1996
      - Sinizua davidis (Ancey, 1882)
      - Sinizua potanini Starobogatov, 1996
      - Sinizua sinensis (Heude, 1890)

Der Umfang der Gattung bzw. die Zahl der zugewiesenen Arten sind noch nicht fest etabliert, zumal Starobogatov (1996) ein eigenwilliges Artkonzept zugrunde legte und z. B. in Mittel- und Westeuropa zehn Arten ausschied. Die meisten westeuropäischen Bearbeiter gehen von drei bis vier Arten aus.

## Belege

## Anmerkung
1. ↑  Die Familie wird von manchen deutschsprachigen Autoren auch missverständlich Achatschnecken genannt. Dieser Name ist mehrdeutig, da er überwiegend für die Familie Achatinidae, ebenfalls aus der Unterordnung der Landlungenschnecken (Stylommatophora) benutzt wird.